# Конкурентный антагонист
Конкурентные антагонисты — подтип лигандов-антагонистов рецепторов, которые обратимо связываются с рецепторами в том же самом участке связывания, что и физиологический эндогенный лиганд-агонист этого рецептора, но не вызывают активации рецептора (или вызывают его с намного меньшей вероятностью, чем эндогенный агонист, как, например, в случае «слабых частичных агонистов», которые также могут являться конкурентными антагонистами в физиологических условиях). Физиологические (и иные) агонисты и конкурентные антагонисты в этом случае «конкурируют» за связывание с одним и тем же участком связывания рецепторов. После того, как конкурентный антагонист свяжется с участком связывания рецептора, он предотвращает связывание с ним же агониста (на то время, пока он сам остаётся связанным с ним, то есть не диссоциировал из связи с ним). Однако конкурентный антагонист не может ни «вытеснить» уже связавшийся с рецептором агонист из связи (до тех пор, пока сам агонист не диссоциирует из этой связи — а вероятность этого события определяется его кинетикой, в частности константой диссоциации физиологического агониста), ни предотвратить воздействие уже связавшегося агониста на клетку (активацию рецептора). Конечный результат конкуренции агонистов и антагонистов — и таким образом конечный уровень активности рецепторной системы — определяется соотношением молярных концентраций, относительным сродством к рецепторам и соотношением относительной внутренней агонистической активности агонистов и антагонистов. Поскольку высокие концентрации конкурентного антагониста повышают процент занятости рецепторов этим антагонистом, для достижения того же самого процента занятости рецепторов агонистом в этих условиях — и получения того же самого физиологического ответа — потребуются более высокие концентрации агониста, и наоборот — при более высоких концентрациях агониста требуется больше конкурентного антагониста для функциональной «блокады» рецепторов. В функциональных исследованиях конкурентные антагонисты вызывают параллельный сдвиг кривой «доза агониста-эффект» вправо, без изменения максимальной величины физиологического ответа (в отличие от неконкурентных, а также необратимых антагонистов, которые изменяют именно максимальную величину физиологического ответа).
Антагонист рецепторов интерлейкина-1 является примером конкурентного антагонизма. Эффект конкурентного антагониста может быть преодолён увеличением концентрации агониста. Часто (хотя и не всегда) конкурентные антагонисты обладают химической структурой, очень сходной с химической структурой агонистов тех же самых рецепторов (физиологического агониста или других уже известных агонистов). Если же не наблюдается сходства химической структуры, то, во всяком случае, обычно наблюдается сходство пространственной структуры именно того участка молекулы конкурентного антагониста, который непосредственно связывается с участком связывания рецептора (более того, как можно предположить, это сходство пространственной структуры необходимо для взаимодействия с активным сайтом рецептора).